# باول موراي كيندال
باول موراي كيندال (بالإنجليزية: Paul Murray Kendall)‏ هو مؤرخ أمريكي، ولد في 1 مارس 1911 في فيلادلفيا في الولايات المتحدة، وتوفي في 21 نوفمبر 1973.